# Dominikanska republiken i olympiska sommarspelen 1964
Dominikanska republiken deltog i de olympiska sommarspelen 1964 med en deltagare.

## Friidrott
Herrarnas 100 meter
- Alberto Torres